# Saint-Jory-de-Chalais
Saint-Jory-de-Chalais (okzitanisch Sent Jòri de Chalés) ist eine französische Gemeinde mit 543 Einwohnern (Stand 1. Januar 2022) im Nordosten des Départements Dordogne, Region Nouvelle-Aquitaine. Sie gehört zum  Arrondissement Nontron und zum Kanton Thiviers. Zuständiger Gemeindeverband ist die Communauté de communes Périgord-Limousin. Die Gemeinde ist Bestandteil des Regionalen Naturparks Périgord-Limousin.

## Etymologie
Saint-Jory leitet sich ab vom Heiligen Georg (Sanctus Georgius). Chalais geht auf die vorkeltische Wurzel kal- mit der Bedeutung Stein, Fels zurück.

## Geographie

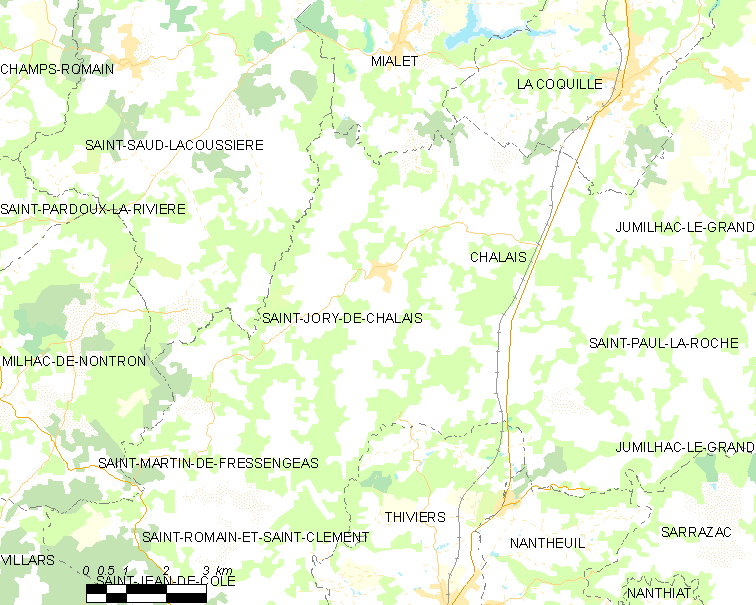
Lagekarte von Saint-Jory-de-Chalais

Saint-Jory-de-Chalais liegt 19 Kilometer ostsüdöstlich von Nontron und 9 Kilometer nordnordwestlich von Thiviers (Luftlinie). Die Gemeinde wird von folgenden Nachbargemeinden umgeben:
| Saint-Saud-Lacoussière      | Mialet                                      |                              |
|                             | Kompassrose, die auf Nachbargemeinden zeigt | Chalais, Saint-Paul-la-Roche |
| Saint-Martin-de-Fressengeas | Thiviers                                    | Saint-Paul-la-Roche          |

Neben dem Ortskern besteht die Gemeinde aus folgenden Geländepunkten, Weilern, Gehöften und Schlössern:
Beaudouit, Bois de la Pradelle, Bord, Bourdellas, Château de la Grange, Château de la Rhüe, Clos de la Rode, Comboux, Dintras, Etempas, Gaubert, Goursolas, Jalinie, Javanaud, L'Angelie, L'Autarias, L'Auzelie, L'Étang, La Beaudrigie, La Croix, La Grande Lande, La Grange, La Grenie, La Jubertie, La Maurie, La Mauroussie, La Pierre Levée, La Pouge, La Pouyade, La Rhüe, La Roulandie, La Trimoulade, Lage, Landes de Chandelou, Le Bos de la Maison, Le Buisson, Le Chevron, Le Clos de la Lance, Le Clos des Enfants, Le Grand Clos, Le Grand Gué, Le Grenier, Les Chaumes, Les Gadeaux, Les Genêts,  Les Pouyouleix, Les Riffes, Les Verderies, Maisonneuve,  Montléry, Paradol, Puy Pelat, Puyrajoux,  Sauvajoux, Terrasson,  Vauriac und Vialezin.
Der topographisch niedrigste Punkt mit 178 Metern über dem Meer liegt am Zusammenfluss von Côle und Touroulet im äußersten Süden, der höchste Punkt mit 300 Metern befindet sich bei Vialezin an der Nordgrenze zu Mialet. Der maximale Höhenunterschied beträgt 122 Meter.

### Verkehrsanbindung
Die Hauptverkehrsader N 21 (ehemalige Route Napoléon) von Châlus nach Thiviers definiert die Südostgrenze der Gemeinde Saint-Jory-de-Chalais zu Saint-Paul-la-Roche. Parallel hierzu verläuft die Bahnstrecke Limoges-Thiviers-Périgueux. Über eine Kommunalstraße kann von der N 21 aus der im Nordwesten gelegene Ortskern erreicht werden. Von ihm ausgehend führt die D 77 in Nordrichtung nach Mialet. Eine Verbindung zum nur 3 Kilometer im Nordosten gelegenen Chalais wird von der D 98 hergestellt. Milhac-de-Nontron und Saint-Martin-de-Fressengeas können mittels Kommunalstraßen angesteuert werden.

### Bodenbedeckung

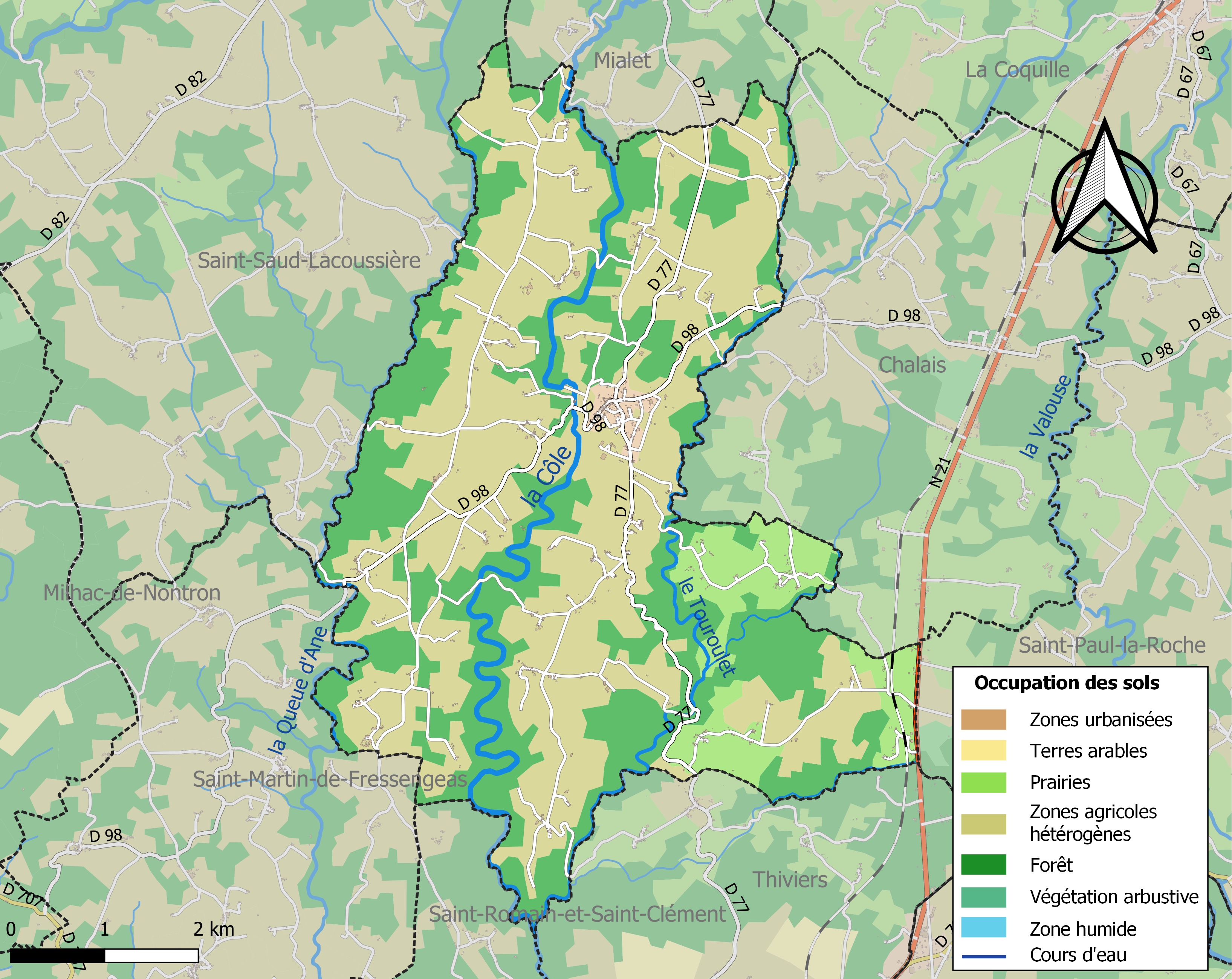
Bodenbedeckung in Saint-Jory-de-Chalais

Die Bodenbedeckung der Gemeinde Saint-Jory-de-Chalais schlüsselt sich im Jahr 2018 gemäß der europäischen Datenbank CORINE Land Cover (CLC) wie folgt auf:
- Wälder – 37,2 %
- heterogene landwirtschaftliche Nutzung – 53,9 %
- Wiesen – 7,9 %
- Städtebaulich beansprucht – 1,0 %

Die landwirtschaftliche Nutzung steht im Vordergrund. Der Anteil der landwirtschaftlichen Nutzflächen hat sich aber seit 1990 von 62,1 % auf 61,8 % leicht reduziert.

## Klima
Saint-Jory-de-Chalais besitzt ein abgeschwächtes ozeanisches Klima, das sich durch folgende Parameter auszeichnet:
| Jahresmittel                           | 11,6 °C |
| Anzahl der Tage unter −5 °C            | 2,8     |
| Anzahl der Tage oberhalb 30 °C         | 5,5     |
| Maximum im Tages-Temperaturunterschied | 14,7 °C |
| Jahresniederschlag                     | 1070 mm |
| Niederschlagstage im Januar            | 13,3    |
| Niederschlagstage im Juli              | 7,7     |

Durch den Klimawandel zeichnen sich Erhöhungen im Jahresmittel ab, die sich bereits auch bemerkbar machen. So ist beispielsweise an der 48 Kilometer entfernten Wetterstation am Flughafen von Limoges-Bellegarde das langjährige Jahresmittel von 11,2 °C für 1971–2000 über 11,4 °C für 1981–2010 auf 11,8 °C für 1991–2020 angestiegen – ein Zuwachs um 0,6 °C innerhalb von 20 Jahren.

## Hydrographie

Hydrographische Kate von Saint-Jory-de-Chalais

Die Gemeinde wird in etwa mittig von der nach Süden abfließenden Côle entwässert, an welcher der Ortskern liegt. Im Ostteil fließt der Touroulet, ein linker Nebenfluss der Côle, ebenfalls in Südrichtung. Er bildet über mehrere Kilometer die Ostgrenze zu Chalais. Die Westgrenze zu Saint-Saud-Lacoussière und Saint-Martin-de-Fressengeas stellt die Queue d’Ane; auch sie zieht nach Süden. Kleinere Bäche im Gemeindegebiet sind der Ruisseau de Jalinie, ein rechter Seitenarm des Touroulets und nördlicher Grenzbach zu Chalais, der Mauroussie, ein linker Seitenarm des Touroulets und südlicher Grenzbach zu Chalais, sowie der Ruisseau de Pierrefiche, dessen Oberlauf die Grenze zu Thiviers darstellt.
Die Côle und ihre Seitenarme bilden Teil des Flusssystems Isle-Dronne.
Die Gesamtlänge des Entwässerungsnetzes in Saint-Jory-de-Chalais beträgt 50 Kilometer.

## Geologie

Geologische Karte von Saint-Jory-de-Chalais

Saint-Jory-de-Chalais liegt vollständig auf dem metamorphen Grundgebirge des nordwestlichen Massif Central.
Die Gemeinde hat Anteil an zwei Deckeneinheiten: entlang der Westgrenze an Glimmerschiefern der Parautochthonen Glimmerschiefereinheit (ξ1) und im restlichen Gebiet an Gesteinen der strukturell höherliegenden Unteren Gneisdecke – im Wesentlichen Glimmerschiefer, Paragneise (ζ1-2), Leptynite (mλ3–4b-m) des Bogens von Saint-Yrieix und Orthogneise. Die Untere Gneisdecke wird dann ihrerseits in der Nachbargemeinde Thiviers von der Thiviers-Payzac-Einheit überschoben.
Die Parautochthone Glimmerschiefereinheit streicht in der Regel Nordnordost bis Nordost und zeigt mit 16 bis 24° relativ flaches Einfallen nach Ostsüdost. Strecklineare und Fältelungsachsen fallen mit 6 bis 13° in dieselbe Richtung. Die Einheit wurde somit nach Westnordwest auf die Gesteine des Saint-Mathieu-Doms gedrückt.
Die bei La Croix im Süden anstehenden, Nordost streichenden Glimmerschiefer sind dem Roche Noire-Massiv in Saint-Paul-la-Roche sehr ähnlich – auch sie führen als ozeanische Krustenreste eingeschuppte Amphibolite (Epidot-haltig – δ11ep) und Eklogite (δψ). Im Gegensatz zur Parautochthonen Glimmerschiefereinheit streichen sie jedoch Nordost und fallen wesentlich steiler mit 40 bis 50° nach Südost ein.
Unter den Glimmerschiefern lagern mittelkörnige Leptynite des Bogens von Saint-Yrieix, die aus ordovizischen Graniten hervorgegangen sein dürften. Sie sind ähnlich orientiert wie die auflagernden Glimmerschiefer, fallen aber mit 26 bis 30° etwas flacher ein.
Unter den Leptyniten liegen Paragneise, deren Ausgangsgesteine neoproterozoische Grauwacken sind, gefolgt schließlich von den basalen kambrischen Orthogneisen des Dronne-Bogens. Die Paragneise enthalten bei Vauriac einen größeren Pegmatitkörper (P), der ebenfalls der Nordostrichtung folgt. Die Orthogneise sind aus Leukograniten hervorgegangen  (ζ3mi) und können auch als Leptynite (rλ3) oder als Augengneise (oλ3) ausgebildet sein. Die Leptynite enthalten südlich von Comboux einen kilometerlangen, Nordost ausgerichteten Peridotitkörper (Serpentinit – σπ1) sowie einen Quarzgang (Q). Bei Les Riffes werden sie entlang einer Störung von einem Nordnordost-streichenden Lamprophyrgang (ν) durchschlagen.
Die während des Devons erfolgte, mittel- bis hochgradige Regionalmetamorphose erreichte generell den Staurolith-Isograd, stellenweise auch den Disthen-Isograd (insbesondere im Norden der Unteren Gneisdecke).
Höhenlagen zwischen den Flussläufen werden meist von kolluvialen Hüllsedimenten des Tertiärs verdeckt (Formationen AC und ACF), in der Regel pleistozäne Sande und Tone. Über diesem meist umgelagerten Kolluvium liegt im Südosten eine sehr ausgedehnte alluviale Flusszunge (Flussschotter) aus dem Pliozän bzw. Pleistozän (Formation Fs). In den Flusstälern von Queue d'Ane, Côle, Touroulet und Ruisseau de Pierrefiche befindet sich holozänes Alluvium (Formation K).

## Ökologie

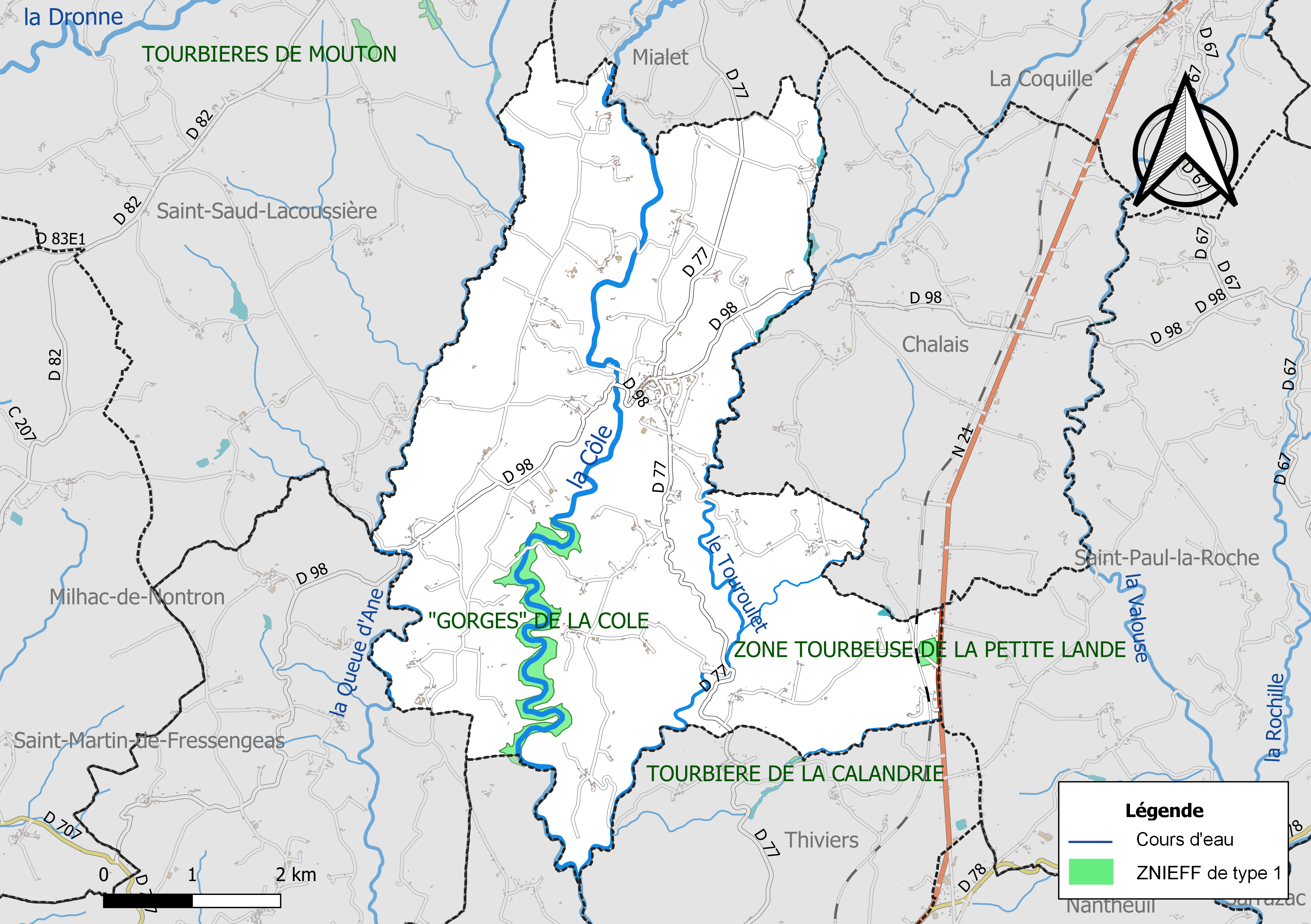
Schutzgebiete des Typus 1 in Saint-Jory-de-Chalais

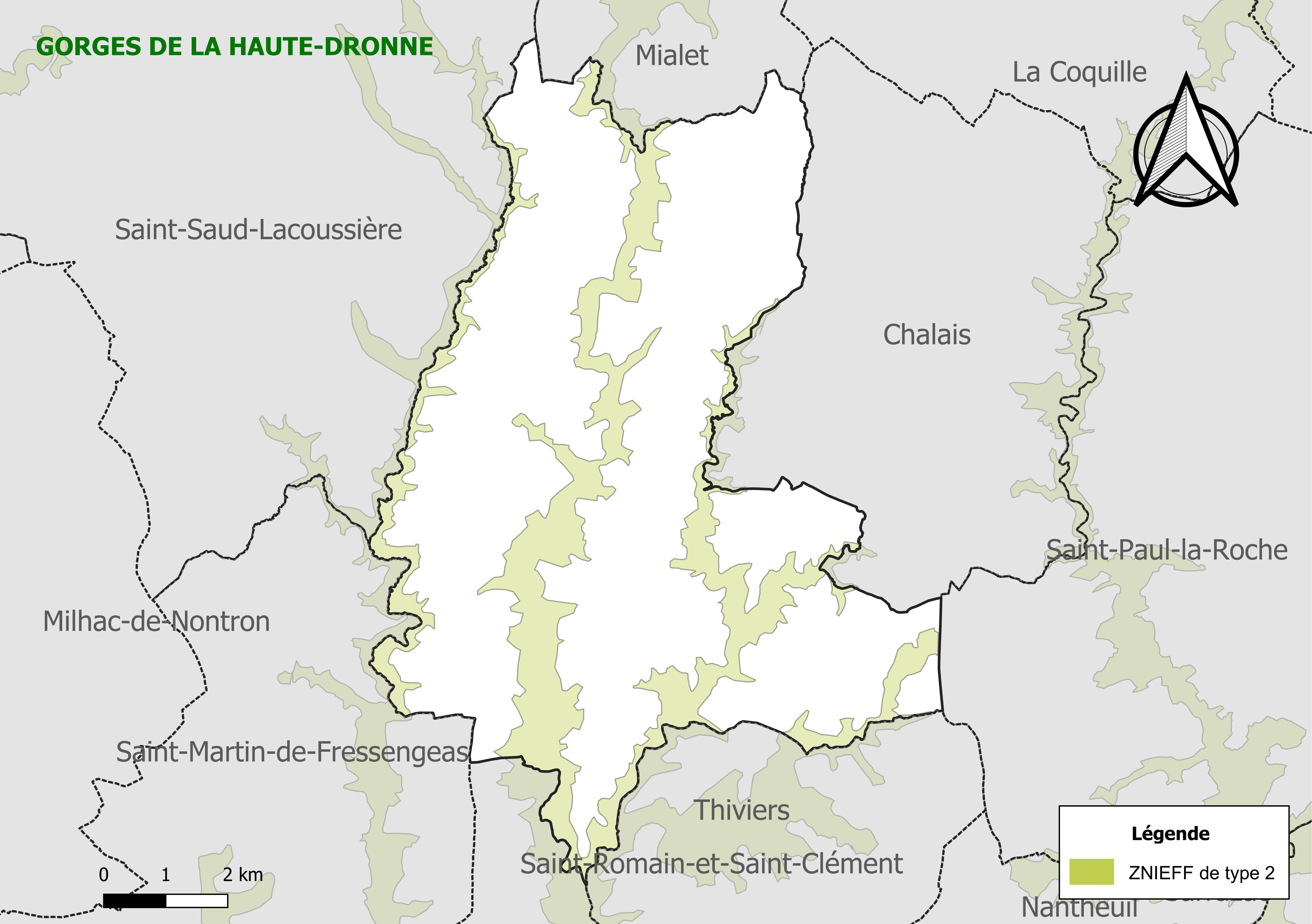
Schutzgebiete des Typus 2 in Saint-Jory-de-Chalais

### Naturpark
Die Gemeinde Saint-Jory-de-Chalais bildet seit 1998 einen integralen Bestandteil des Regionalen Naturparks Périgord-Limousin.

### Schutzgebiete

#### Schutzgebiete des Typus 1
Die Gemeinde beherbergt ferner Schutzzonen erster Ordnung (Französisch ZNIEFF = zone naturel d'interêt faunistique et floristique). Geschützt wird unter dem Titel gorges de la Côle (Schluchten der Côle) der mäandrierende Unterlauf südlich des Ortskerns. Zwei weitere winzige Schutzgebiete im Südosten sind die zone tourbeuse de la Petite Lande (Moorgebiet von La Petite Lande) und tourbière de La Calandrie (Moor von La Calandrie).

#### Schutzgebiete des Typus 2
Unter dem Titel Gorges de la Haute-Dronne (Schluchten des Dronne-Oberlaufs) bilden sämtliche Flussniederungen in der Gemeinde Saint-Jory-de-Chalais Schutzgebiete des Typus 2 – Queue d'Ane, Côle, Touroulet mit Ruisseau de Jalinie, Mauroussie und Ruisseau de Pierrefiche.

## Geschichte
Aus der Megalithzeit ist der Dolmen de la Pierre-Levée bei Jalinie erhalten. Die Ortskirche ist romanischen Ursprungs und wird von einem Templerkreuz verziert. Das Schloss Château de la Rhüe geht ins 17. Jahrhundert zurück.

## Bevölkerungsentwicklung
| Jahr | Einwohner |  |
| 1962 | 978       |  |
| 1968 | 943       |  |
| 1975 | 827       |  |
| 1982 | 677       |  |
| 1990 | 600       |  |
| 1999 | 596       |  |
| 2006 | 626       |  |
| 2011 | 575       |  |
| 2016 | 579       |  |
| 2019 | 601       |  |

Quelle: INSEE
Die Bevölkerungszahlen in Saint-Jory-de-Chalais waren bis 1990 stark rückläufig, sie haben sich aber seitdem stabilisiert.

## Verwaltung
Bürgermeister in Saint-Jory-de-Chalais ist seit März 1983 der zur PS gehörende Conseiller régional (Regionalrat)  Bernard Vauriac. Er wurde im Mai 2020 wiedergewählt.

## Präsidentschaftswahlen 2022
| Kandidaten                       | Kandidaten            | Parteien                      | Parteien            | 1. Wahlgang | 1. Wahlgang | 2. Wahlgang | 2. Wahlgang |
| Kandidaten                       | Kandidaten            | Parteien                      | Parteien            | Stimmen     | Anteil      | Stimmen     | Anteil      |
| -------------------------------- | --------------------- | ----------------------------- | ------------------- | ----------- | ----------- | ----------- | ----------- |
|                                  | Marine Le Pen         | Front national                | FN                  | 97          | 30,41 %     | 147         | 56,11 %     |
|                                  | Emmanuel Macron       | En marche !                   | EM                  | 53          | 16,61 %     | 115         | 43,89 %     |
|                                  | Jean-Luc Mélenchon    | Front de gauche               | FDG                 | 56          | 17,56 %     |             |             |
|                                  | Éric Zemmour          | Reconquête                    |                     | 23          | 7,21 %      |             |             |
|                                  | Valérie Pécresse      | Les Républicains              | LR                  | 13          | 4,08 %      |             |             |
|                                  | Jean Lassalle         | Résistons !                   | R                   | 38          | 11,91 %     |             |             |
|                                  | Anne Hidalgo          | Parti socialiste              | PS                  | 7           | 2,19 %      |             |             |
|                                  | Fabien Roussel        | Parti communiste français     | PC                  | 10          | 3,13 %      |             |             |
|                                  | Nicolas Dupont-Aignan | Debout la République          | DLR                 | 3           | 0,94 %      |             |             |
|                                  | Yannick Jadot         | Europe Écologie-Les Verts     | EELV                | 12          | 3,76 %      |             |             |
|                                  | Nathalie Arthaud      | Lutte Ouvrière                | LO                  | 5           | 1,57 %      |             |             |
|                                  | Philippe Poutou       | Nouveau Parti anticapitaliste | NPA                 | 2           | 0,63 %      |             |             |
|                                  |                       |                               |                     |             |             |             |             |
| Gesamt                           | Gesamt                | Gesamt                        | Gesamt              | 319         | 100 %       | 262         | 100 %       |
|                                  |                       |                               |                     |             |             |             |             |
| Gültige Stimmen                  | Gültige Stimmen       | Gültige Stimmen               | Gültige Stimmen     | 319         | 97,55 %     | 262         | 84,24 %     |
| Ungültige Stimmen                | Ungültige Stimmen     | Ungültige Stimmen             | Ungültige Stimmen   | 8           | 2,45 %      | 49          | 15,76 %     |
| Wahlbeteiligung                  | Wahlbeteiligung       | Wahlbeteiligung               | Wahlbeteiligung     | 327         | 78,23 %     | 311         | 74,40 %     |
| Enthaltungen                     | Enthaltungen          | Enthaltungen                  | Enthaltungen        | 91          | 21,77 %     | 107         | 25,60 %     |
| Registrierte Wähler              | Registrierte Wähler   | Registrierte Wähler           | Registrierte Wähler | 418         |             | 418         |             |
|                                  |                       |                               |                     |             |             |             |             |
| Quelle: Ministère de l'Intérieur |                       |                               |                     |             |             |             |             |

Die Präsidentschaftswahlen 2022 in Saint-Jory-de-Chalais konnte Marine Le Pen für sich entscheiden.

## Wirtschaft

### Beschäftigung
Im Jahr 2015 betrug die erwerbsfähige Bevölkerung zwischen 15 und 64 Jahren 220 Personen bzw. 38,6 % der Gesamtbevölkerung. Im Vergleich zu 2010 hat sich die Zahl der Arbeitslosen von 23 auf 31 erhöht, die Arbeitslosenquote liegt somit jetzt bei 13,8 %.

### Unternehmen
Am 31. Dezember 2015 waren 61 Unternehmen in Saint-Jory-de-Chalais ansässig, davon 26 im Sektor Handel, Transport oder Dienstleistungen, 13 in Landwirtschaft, Forsten und Fischerei, 9 im Baugewerbe, 9 im Sektor Verwaltung, Bildung, Gesundheit oder Soziales und 4 in der Industrie.

## Sehenswürdigkeiten
- romanische Ortskirche
- Dolmen de la Pierre-Levée (Saint-Jory-de-Chalais) bei Jalinie
- Château de la Rhüe

## Photogalerie

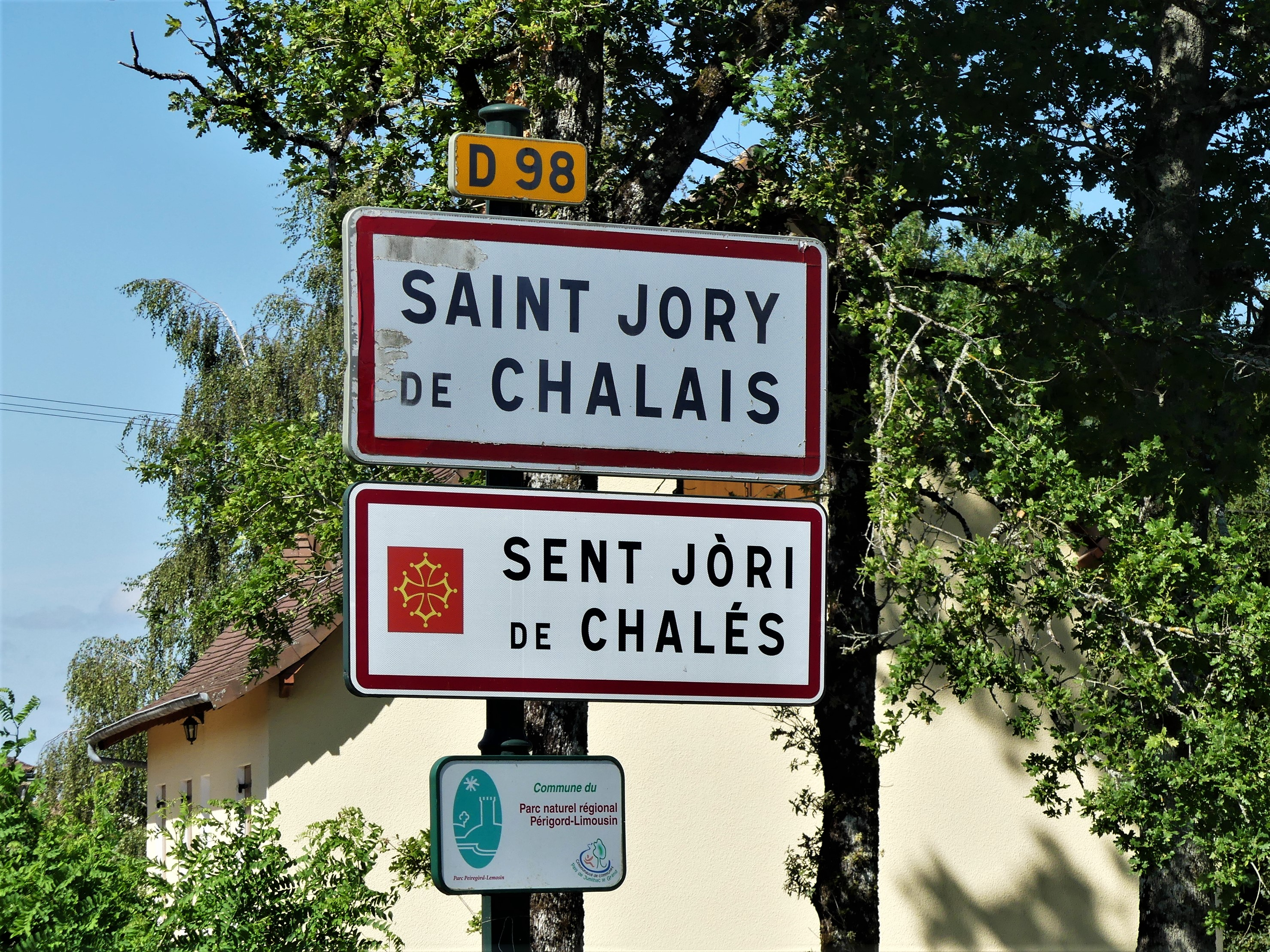
Zweisprachiges Ortsschild
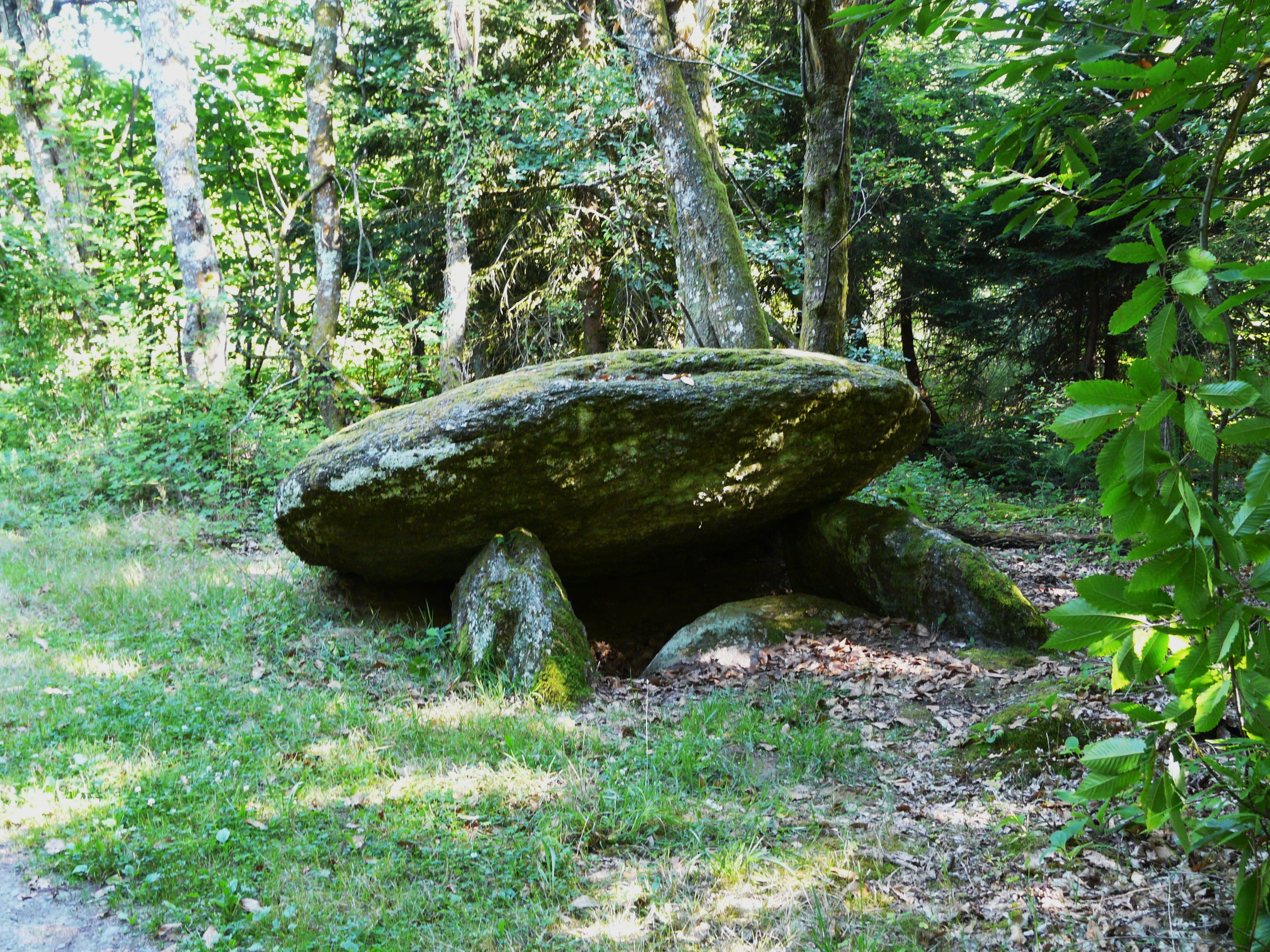
Dolmen Pierre-Levée bei Jalinie
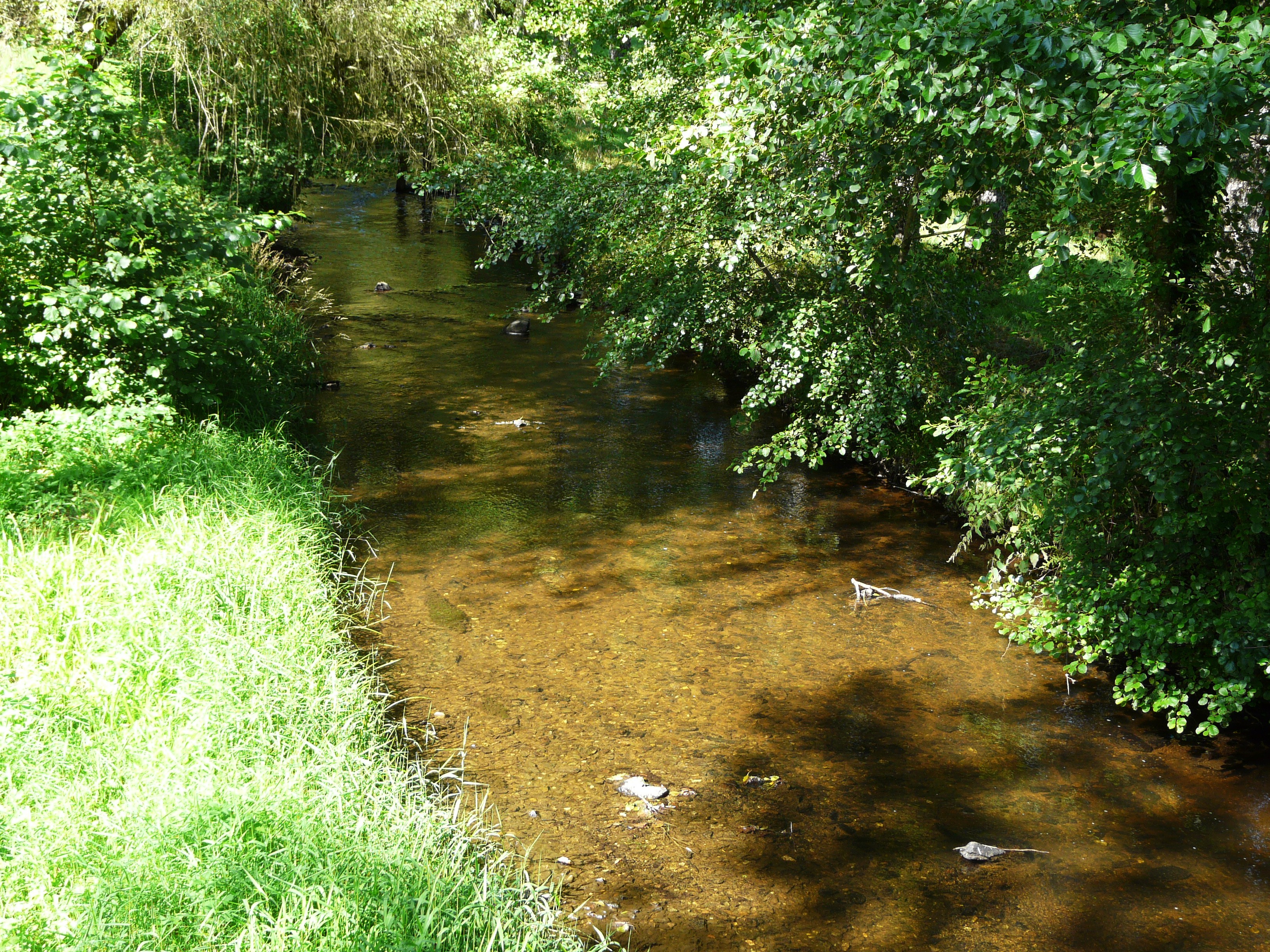
Die Côle bei Paradol
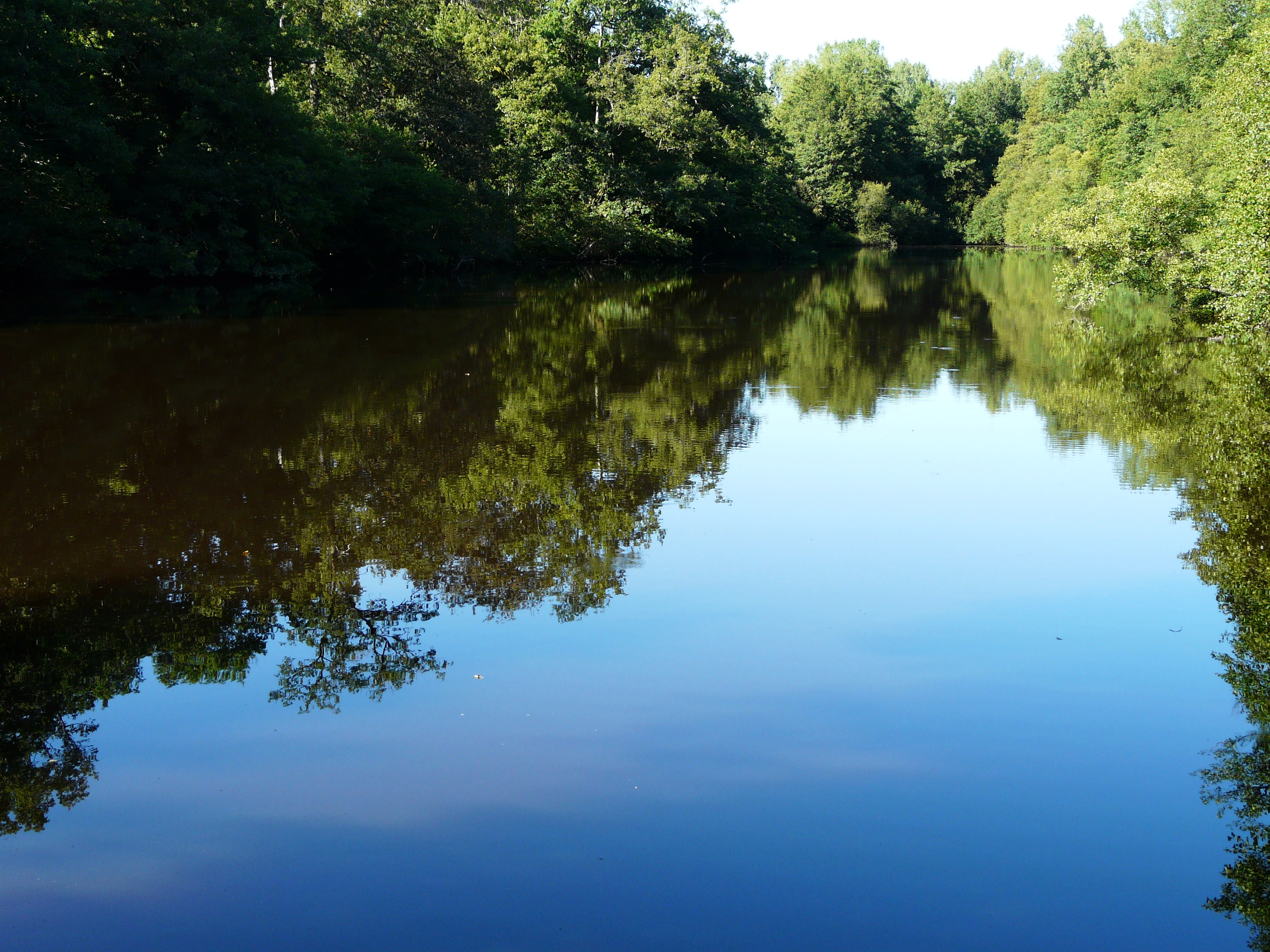
Der Weiher Étang du Grenier
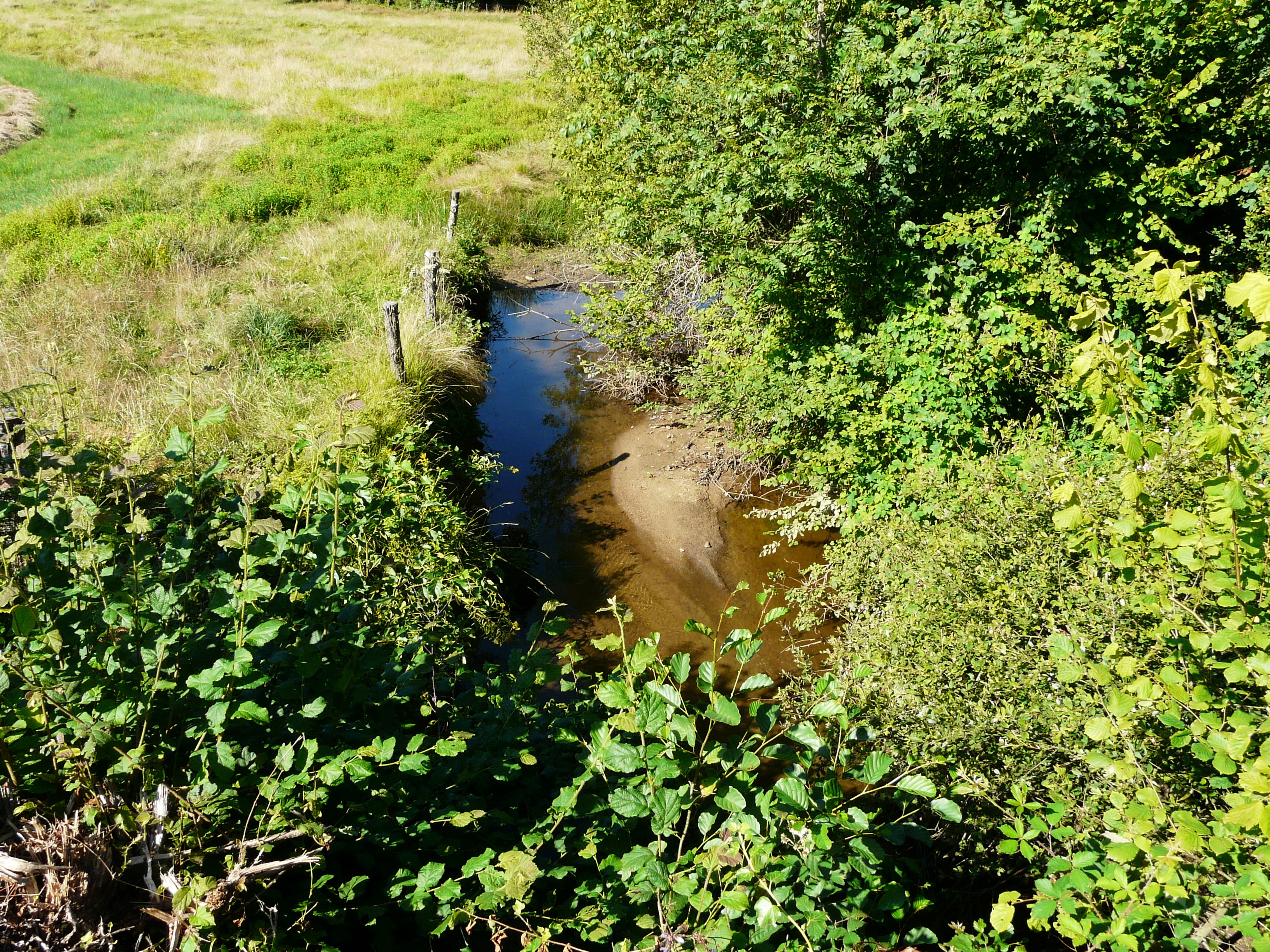
Der Touroulet zwischen Chalais und Saint-Jory bei Terrasson
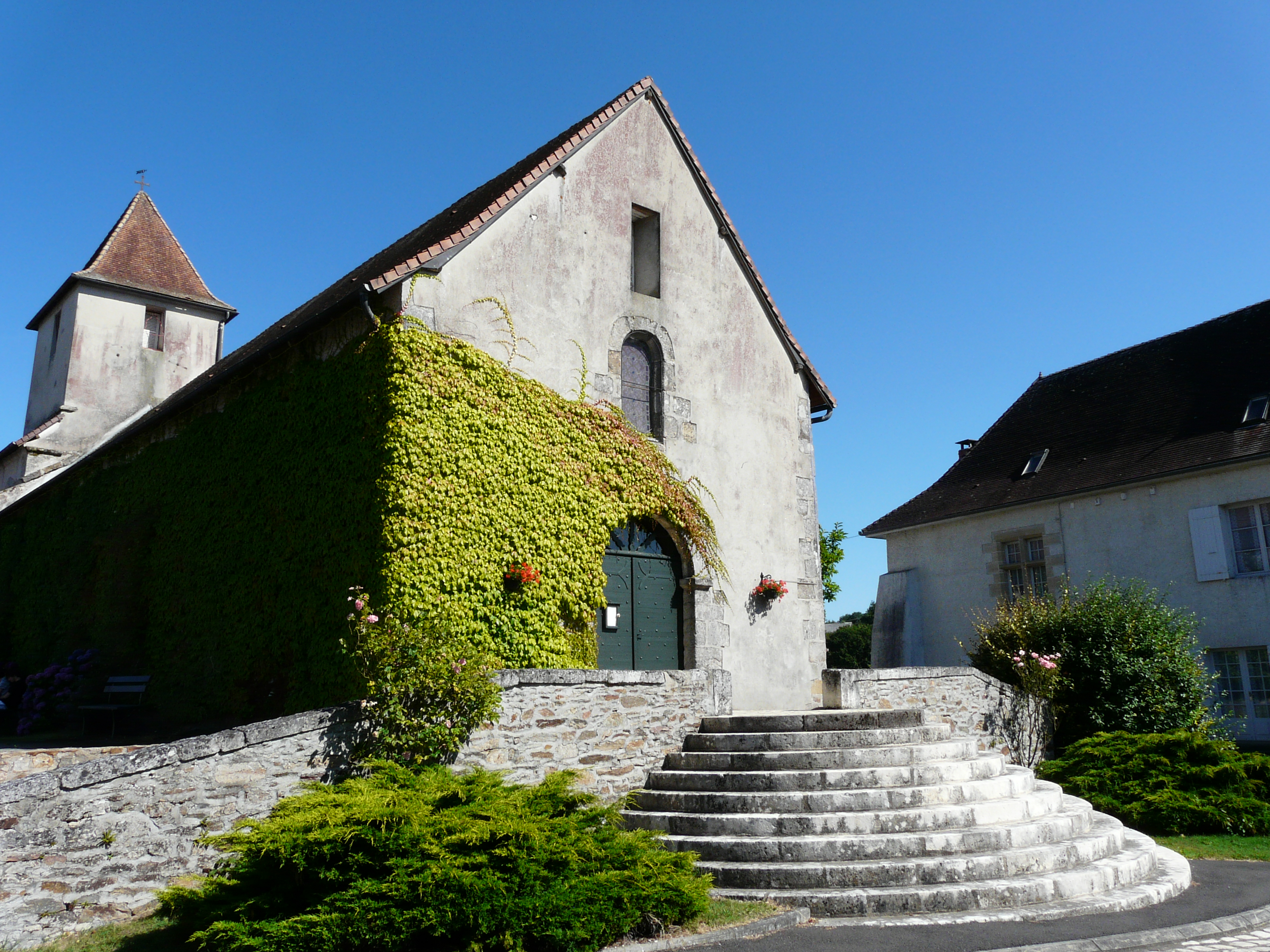
Ortskirche Saint-Jory